# I liga polska w futsalu (2009/2010)
I liga polska w futsalu 2009/2010 - 9. edycja drugiego poziomu rozgrywek klubowych polskiej ligi futsalu. W lidze wystąpiło (brak danych) zespołów w dwóch grupach, które walczyły systemem "każdy z każdym" o awans do ekstraklasy. Do najwyższej klasy rozgrywkowej awansowały dwa najlepsze zespoły. W walce o dodatkowe miejsce premiowane awansem do ekstraklasy rozegrano baraże, w których żadna z drużyn I ligowych nie zdobyła awansu.
| Poziomy ligowe w futsalu w sezonie 2009/2010 | Poziomy ligowe w futsalu w sezonie 2009/2010 | Poziomy ligowe w futsalu w sezonie 2009/2010 | Poziomy ligowe w futsalu w sezonie 2009/2010 |
| Rozgrywki                                    | Poziomy ligowe                               | Liga                                         | Sezon                                        |
| -------------------------------------------- | -------------------------------------------- | -------------------------------------------- | -------------------------------------------- |
| Centralne                                    | I poziom                                     | Ekstraklasa                                  | Sezon 2009/2010 (1 grupa)                    |
| Centralne                                    | II poziom                                    | I Liga                                       | Sezon 2009/2010 (2 grupy)                    |
| Regionalne                                   | III poziom                                   | II Liga                                      | Sezon 2009/2010                              |

## Tabele
Brak tabel.

### Grupa I (d. południowa)
| Lp. | Drużyna                                                                   | M    | Z    | R    | P    | Bramki | Bramki | +/-  | Pkt. | Uwagi |
| --- | ------------------------------------------------------------------------- | ---- | ---- | ---- | ---- | ------ | ------ | ---- | ---- | ----- |
| 1   | Wisła Krakbet Kraków (b)                                                  | b.d. | b.d. | b.d. | b.d. | b.d.   | b.d.   | b.d. | b.d. | Awans |
| 2   | Babylon Siemianowice Śl.                                                  | b.d. | b.d. | b.d. | b.d. | b.d.   | b.d.   | b.d. | b.d. | Baraż |
|     | Marioss Gazownik Wawelno Remedium Pyskowice AZS UŚ Katowice Marex Chorzów | b.d. | b.d. | b.d. | b.d. | b.d.   | b.d.   | b.d. | b.d. |       |

### Grupa II (d. północna)
| Lp. | Drużyna                                  | M    | Z    | R    | P    | Bramki | Bramki | +/-  | Pkt. | Uwagi |
| --- | ---------------------------------------- | ---- | ---- | ---- | ---- | ------ | ------ | ---- | ---- | ----- |
| 1   | Red Devils Chojnice (s)                  | b.d. | b.d. | b.d. | b.d. | b.d.   | b.d.   | b.d. | b.d. | Awans |
| 2   | Tacho Arpol Toruń                        | b.d. | b.d. | b.d. | b.d. | b.d.   | b.d.   | b.d. | b.d. | Baraż |
|     | KS Gniezno MOKS Słoneczny Stok Białystok | b.d. | b.d. | b.d. | b.d. | b.d.   | b.d.   | b.d. | b.d. |       |

## Baraże o awans do ekstraklasy
- I runda
  - 9 maja 2010, Tacho Arpol Toruń - Babylon Siemianowice Śląskie 1:0
  - 16 maja 2010, Babylon Siemianowice Śląskie - Tacho Arpol Toruń 2:3
- II runda
  - 21 maja 2010, Tacho Arpol Toruń - GKS Jachym Tychy '71 0:6
  - 29 maja 2010, GKS Jachym Tychy '71 - Tacho Arpol Toruń 3:0(wo)

Źródło 

## Źródła
- Portal Łączy nas piłka PZPN
- Portal 90.minut.pl